# Rafael Zea
Rafael Orlando Zea Márquez (Bogotá, 4 de noviembre de 1978) es un actor de teatro, televisión y cine colombiano, es muy conocido por interpretar al personaje de "Michael Giovanny Santos" en la reconocida telenovela colombiana El man es Germán y a "Alejandro Mallarino" en Polvo Carnavalero.

## Biografía
Comenzó su carrera en la televisión en 2010, luego de una larga trayectoria en el mundo teatral, en la reconocida telenovela colombiana El man es Germán (2010-2012) (2019) interpretando al personaje "Michael Giovanny Santos" del Canal RCN.
Padres: Orlando zea

## Filmografía

### Televisión
| Año       | Título                 | Personaje                      |
| --------- | ---------------------- | ------------------------------ |
| 2025      | El novicio rebelde     | Severo Jiménez                 |
| 2024      | Klass 95               | Luigi Daza                     |
| 2022      | Del Wok al Mollo       |                                |
| 2022      | Las Villamizar         | Manuel Albarracín              |
| 2022      | Te la dedico           | Bernardo Cortés                |
| 2021      | Las Iguanas            | Andrés                         |
| 2019      | El general Naranjo     | Álvaro Fayad                   |
| 2019      | El man es Germán 4     | Michael Giovanny de Los Santos |
| 2018-2019 | La ley del corazón     | Miguel Montes                  |
| 2018      | La mamá del 10         | Ramón                          |
| 2017      | Polvo carnavalero      | Alejandro 'Alejo' Mallarino    |
| 2016      | Hilos de sangre azul   | Leonardo Moreno                |
| 2016      | La niña                | Boris Alcantara                |
| 2015-2016 | Las hermanitas Calle   | Juan Carlos                    |
| 2015      | Esmeraldas             | Rubén                          |
| 2015      | El estilista           | Wilmer                         |
| 2014      | Las trampas de Falopio |                                |
| 2014      | Dr. Mata               | Héctor                         |
| 2010-2012 | El man es Germán       | Michael Giovanny de Los Santos |
| 2008-2009 | Vecinos                | Teniente                       |

## Cine
| Año  | Título            | Personaje | Nota |
| ---- | ----------------- | --------- | ---- |
| 2016 | Polvo carnavalero | Alejandro |      |

### Serie Web
- Los Corredor de Exxon Mobil (2017)

### Teatro
- El Aniversario (2002)
- El Más Extraño Idilio (2002)
- I Took Panamá (2003)
- El Jorobado De Nuestra Señora de París (2004)
- Cripín y El Hechicero (2004)
- Romeo y Julieta (2004)
- Háblame como la lluvia (2006)
- Crónica de una Muerte Anunciada (2007)
- Capítulo Doce	(2008)
- El Patito Feo	(2009-2010)
- El Atolondrado (2009-2010)[12]
- Los Autores Materiales (2010)[13]
- 39 Escalones	(2010)
- La parábola del insulto (2014)
- Sinfonía de Narices
- Los Bonobos (2018)

## Premios y reconocimientos

### Premios Tv y Novelas
| Año  | Categoría                             | Telenovela o serie | Resultado |
| ---- | ------------------------------------- | ------------------ | --------- |
| 2012 | Mejor actor revelación                | El man es Germán   | Ganador   |
| 2017 | Mejor actor protagónico de telenovela | Polvo carnavalero  | Nominado  |

### Premios India Catalina
| Año  | Categoría                                    | Telenovela o Serie | Resultado |
| ---- | -------------------------------------------- | ------------------ | --------- |
| 2015 | Mejor actor antagónico de telenovela o serie | El estilista       | Nominado  |
| 2019 | Mejor actor antagónico de telenovela o serie | La de Troya        | Nominado  |
| 2020 | Mejor actor de reparto de telenovela o serie | El man es Germán   | Ganador   |

### Otros premios
- Premio ACA 15 Minutos a Se roba el show por Polvo carnavalero[15]